# Институт нейробиологии Общества Макса Планка
Институт нейробиологии Общества Макса Планка (нем. Max-Planck-Institut für Neurobiologie) — научное учреждение в Европейском союзе.
Институт специализировался на исследовании развития и функционирования нервной системы, был расположен в районе Планеггер в Мартинсриде, Германия. Институт был открыт в 1998 году и работал по 2022 год.
1 января 2023 года институт был объединен с Институтом биологического интеллекта Общества Макса Планка. Главная сфера исследований — механизмы обработки и хранения информации.

## История
Предшественник института был филиалом Института психиатрии Общества Макса Планка. С 1984 года штаб-квартира института находится в Мартинсриде, районе муниципалитета Планегг на юго-западе Мюнхена. В 1998 году он стал самостоятельным «Институтом нейробиологии Общества Макса Планка».
Хартмут Векерле был директором института с 1988 по 2011 год, а после выхода на пенсию продолжал заниматься исследованиями в институте в течение пяти лет. Лауреат Нобелевской премии Эдвард Мозер является научным членом-корреспондентом института с 2015 года. Около трети из 300 сотрудников — иностранные ученые.
С января 2022 года институт объединился с Институтом орнитологии Общества Макса Планка и образовал новый Институт биологического интеллекта Общества Макса Планка. Новый институт был официально основан в январе 2023 года, а два составившие его института были закрыты.

## Исследования

### Отделы
Институт был поделен на пять отделений (по состоянию на 2021 год):
- Отдел «Гены – цепи – поведение», возглавляемый Хервигом Байером, исследовал гены, молекулы и нейронные цепи как основу поведения животных[11].
- В отделе «Синапсы — Схемы — Пластичность», возглавляемом Тобиасом Бонхеффером, исследовали, что происходит в мозге при обучении и забывании. При обучении контакт между отдельными нервными клетками увеличивается за счет построения новых связей. Забывание происходит из-за потери таких связей[12].
- Отдел «Схемы — Информация — Модели», возглавляемый Александром Борстом, исследовал обработку оптических отпечатков в зрительном центре мухи с использованием физиологических записей в мозгу, новых методов микроскопии и компьютерного моделирования. Результаты используются в робототехнических системах[13].
- Отдел «Электроны – фотоны – нейроны», которым руководил Винфрид Денк, работал над усовершенствованием существующих микроскопов и разработкой новых микроскопических методов[14].
- Отдел Молекулы – Сигналы – Развитие, возглавляемый Рюдигером Кляйном, исследовал молекулярные механизмы связи между нервными клетками с целью развития и функционирования нервной системы, в частности роль рецепторных тирозинкиназ[15].

### Исследовательские группы
В 2021 году также было девять независимых исследовательских групп:
- Молекулярная нейродегенерация — Ирина Дуданова[16]
- Обонятельная память — Томас Франк (Thomas Frank)
- Эмоциональные цепи — Надин Гоголла (Nadine Gogolla)
- Клеточная динамика — Оливер Грисбек (Oliver Griesbeck)
- Схемы направленного слуха — Бенедикт Гроте (Benedikt Grothe)
- Нейрометаболизм — Анжелика Харбауэр (Angelika Harbauer)
- Контроль поведения мозгом — Эмили Масе (Emilie Macé)[17]
- Нейрогеномика — Кристиан Майер (Christian Mayer)[18]
- Сенсомоторный контроль — Рубен Португес (Ruben Portugues)[19]

С 2008 года Берт Сакманн работал в качестве почетного руководителя группы по функциональной анатомии коркового слоя.

## Сотрудничество
Институт поддерживал связи с соседними институтами в кампусе Мартинсрида. Рядом находились Институт биохимии Общества Макса Планка, генетические и биоцентры Мюнхенского университета, Центр биотехнологических инноваций и стартапов и Клиника Мюнхенского университета.
Института сотрудничает с Междисциплинарным центром нейронных вычислений (англ. Interdisciplinary Center for Neural Computation) Еврейского университета в Иерусалиме и Центром вычислительной нейронауки Бернштейна (англ. Bernstein Center for Computational Neuroscience) в Мюнхене. Центр «Сенсорная обработка мозговой деятельности» был основан в 2013 году совместно с Еврейским университетом Иерусалима.
Институт участвовал в работе двух Международных исследовательских школ Макса Планка. Дальнейшее сотрудничество продолжалось с аспирантурой Немецкого научно-исследовательского общества по системно-ориентированной нейробиологии.